# Meszah Peak
Meszah Peak är en bergstopp i Kanada.   Den ligger i provinsen British Columbia, i den centrala delen av landet, 4 000 km väster om huvudstaden Ottawa. Toppen på Meszah Peak är 2 166 meter över havet.
Terrängen runt Meszah Peak är huvudsakligen lite kuperad.Trakten runt Meszah Peak är nära nog obefolkad, med mindre än två invånare per kvadratkilometer.. Det finns inga samhällen i närheten.
Trakten runt Meszah Peak består i huvudsak av gräsmarker.